# 杜傑爾戈夫斯科耶湖

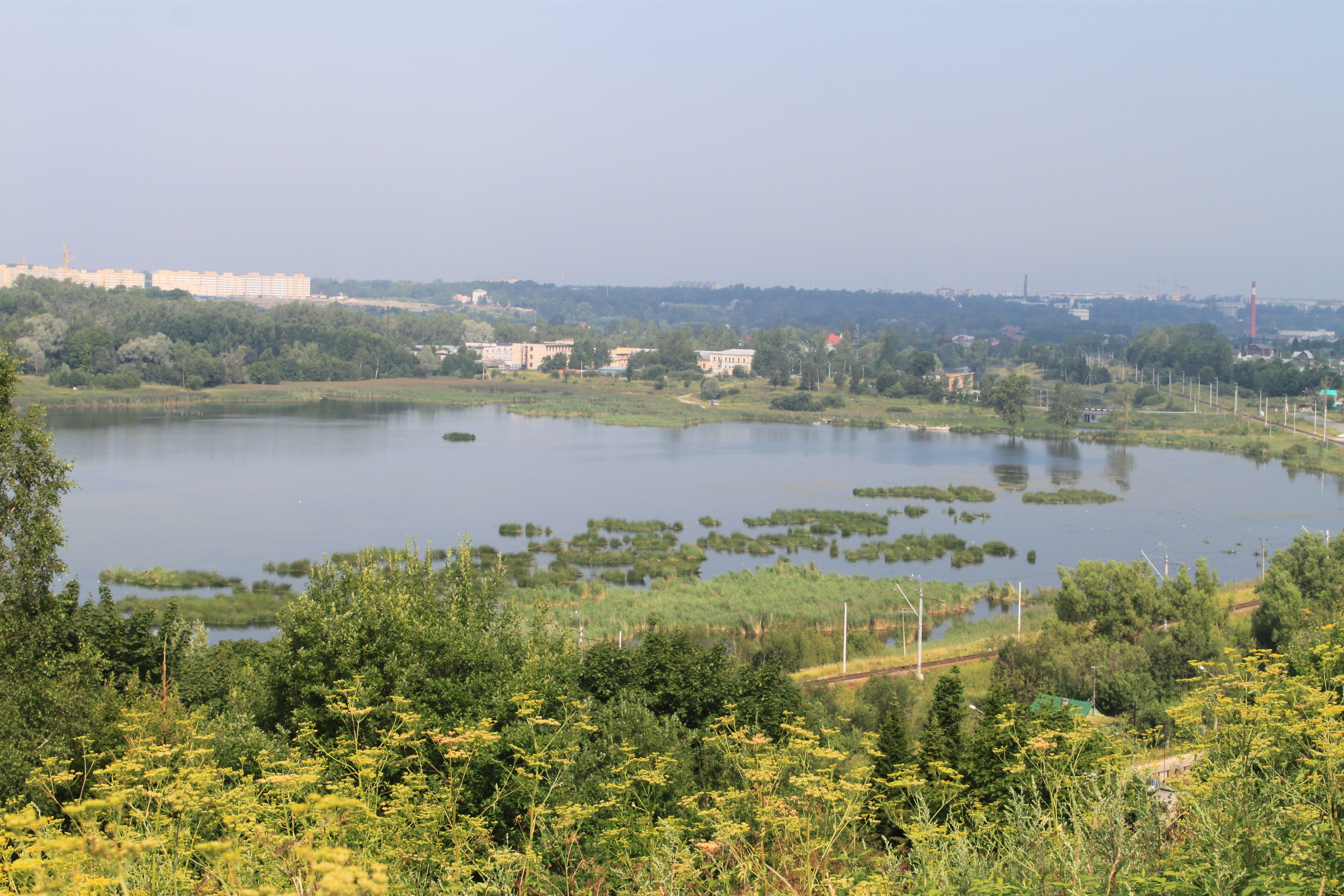

59°42′19″N 30°06′48″E / 59.7053°N 30.1133°E
杜傑爾戈夫斯科耶湖（俄语：Дудергофское озеро），是俄羅斯的湖泊，位於該國西北部，由列寧格勒州負責管轄，長1.3公里、寬0.7公里，海拔高度79.9米，最大水深4米，湖水來自雨水和泉水。